# Urvič
Urvič (makedonsky: Урвич, albánsky: Urviç) je vesnice v Severní Makedonii. Nachází se v opštině Bogovinje v Položském regionu.

## Demografie
Podle sčítání lidu z roku 2002 žije ve vesnici 756 obyvatel, etnické skupiny jsou:
- Turci – 640
- Albánci – 113
- Makedonci – 1
- ostatní – 2

| Rok          | 1900 | 1929 | 1948 | 1953  | 1961 | 1971 | 1981 | 1994 | 2002 |
| ------------ | ---- | ---- | ---- | ----- | ---- | ---- | ---- | ---- | ---- |
| Obyvatelstvo | 360  | 780  | 654  | 1 027 | 770  | 747  | 830  | 811  | 756  |